# Liste der Naturschutzgebiete im Saarland
Diese sortierbare Liste enthält 95 Naturschutzgebiete im Saarland (Stand Juli 2020) Namen und Schlüsselnummern entsprechen den amtlichen Bezeichnungen.

## Liste
| Name des Gebietes                                | Bild           | Kennung        | WDPA      | Landkreis / Stadt                                | Beschreibung / Bemerkungen | Standort | Fläche in Hektar | Datum der Verordnung |
| ------------------------------------------------ | -------------- | -------------- | --------- | ------------------------------------------------ | -------------------------- | -------- | ---------------- | -------------------- |
| Badstube Mimbach                                 | weitere Bilder | NSG-N-6709-301 | 555521669 | Saarpfalz-Kreis                                  |                            | Position | 9,48             | 24.06.2016           |
| Baumbusch bei Medelsheim                         |                | NSG-N-6809-305 | 555579390 | Saarpfalz-Kreis                                  |                            | Position | 475,90           | 16.01.2015           |
| Bei der Knorscheider Mühle                       |                | NSG-061        | 162359    | Landkreis Saarlouis                              |                            | Position | 11,40            | 11.01.1991           |
| Bergehalde Viktoria                              | weitere Bilder | NSG-113        | 329275    | Regionalverband Saarbrücken                      |                            | Position | 33,50            | 12.11.2004           |
| Bickenalbtal                                     |                | NSG-N-6809-301 | 555638658 | Saarpfalz-Kreis                                  |                            | Position | 171,00           | 13.10.2017           |
| Birzberg, Honigsack/Kappelberghang bei Fechingen | weitere Bilder | NSG-N-6808-301 | 555579386 | Regionalverband Saarbrücken                      |                            | Position | 187,70           | 12.02.2016           |
| Bistaue - Landesgrenze                           |                | NSG-073        | 162442    | Landkreis Saarlouis                              |                            | Position | 44,00            | 06.11.1993           |
| Bliesaue zwischen Blieskastel und Bliesdalheim   | weitere Bilder | NSG-N-6709-302 | 555595841 | Saarpfalz-Kreis                                  |                            | Position | 198,11           | 20.11.2015           |
| Blieswiesen Niederlinxweiler / Ottweiler         |                | NSG-071        | 162457    | Landkreis St. Wendel, Landkreis Neunkirchen      |                            | Position | 29,50            | 17.04.1993           |
| Böckweiler Wald                                  |                | NSG-123        | 555734423 | Saarpfalz-Kreis                                  |                            | Position | 58,00            | 20.04.2007           |
| Bostalsee (Naturschutzgebiet)                    | weitere Bilder | NSG-N-6408-304 | 555632894 | Landkreis St. Wendel                             |                            | Position | 53,41            | 24.06.2016           |
| Breitborner Floss                                |                | NSG-N-6706-304 | 555595839 | Landkreis Saarlouis                              |                            | Position | 39,00            | 10.07.2015           |
| Bremerkopf bei Steinberg                         |                | NSG-N-6407-306 | 555521494 | Landkreis Merzig-Wadern                          |                            | Position | 564,62           | 01.07.2016           |
| Bruchwald südlich Selbach                        |                | NSG-079        | 162585    | Landkreis St. Wendel                             |                            | Position | 35,00            | 04.05.1996           |
| Closenbruch                                      | weitere Bilder | NSG-N-6610-301 | 555595838 | Saarpfalz-Kreis                                  |                            | Position | 81,5             | 13.11.2015           |
| Die Ruthenstücker                                |                | NSG-027        | 162744    | Regionalverband Saarbrücken                      |                            | Position | 11,27            | 17.01.1986           |
| Dollberg                                         |                | NSG-007        | 81535     | Landkreis St. Wendel                             |                            | Position | 29,87            | 29.03.1991           |
| Ehemaliges Kalkbergwerk                          |                | NSG-126        | 555734425 | Saarpfalz-Kreis                                  |                            | Position | 76,00            | 20.04.2007           |
| Ellbachtal                                       |                | NSG-075        | 162920    | Landkreis Saarlouis                              |                            | Position | 56,00            | 04.11.1995           |
| Engelgrund - Girtelwiese                         |                | NSG-025        | 162951    | Landkreis Saarlouis                              |                            | Position | 32,26            | 30.08.1985           |
| Eulenmühle / Eulenmühle-Welschwies               |                | NSG-N-6706-307 | 555632889 | Landkreis Saarlouis                              |                            | Position | 92,14            | 12.02.2016           |
| Felsbachtal                                      | weitere Bilder | NSG-067        | 163043    | Saarpfalz-Kreis                                  |                            | Position | 11,00            | 25.04.1992           |
| Frankenbacher Hof (Naturwaldzelle)               |                | NSG-098        | 318410    | Landkreis St. Wendel, Landkreis Neunkirchen      |                            | Position | 40,50            | 07.04.2000           |
| Frohnsbachtal - Geissbachtal                     | weitere Bilder | NSG-052        | 163160    | Saarpfalz-Kreis                                  |                            | Position | 21,00            | 08.09.1989           |
| Großer Lückner nordöstlich Oppen                 |                | NSG-N-6506-304 | 555521562 | Landkreis Merzig-Wadern, Landkreis Saarlouis     |                            | Position | 326,00           | 26.05.2016           |
| Hammelsberg und Atzbüsch bei Perl                |                | NSG-N-6504-301 | 555579370 | Landkreis Merzig-Wadern                          |                            | Position | 224,00           | 26.05.2016           |
| Heidhübel (Naturwaldzelle)                       | weitere Bilder | NSG-089        | 318521    | Regionalverband Saarbrücken                      |                            | Position | 7,00             | 07.04.2000           |
| Himsklamm                                        |                | NSG-N-6809-307 | 555579392 | Saarpfalz-Kreis                                  |                            | Position | 59,00            | 16.01.2015           |
| Hofberg bei Reitscheid                           |                | NSG-N-6409-303 | 555579369 | Landkreis St. Wendel                             |                            | Position | 48,30            | 16.01.2015           |
| Holzbachtal (Saarland)                           |                | NSG-N-6406-303 | 555521490 | Landkreis Merzig-Wadern                          |                            | Position | 58,40            | 16.01.2015           |
| Holzhauser Wald bei Türkismühle                  |                | NSG-N-6408-301 | 555521497 | Landkreis St. Wendel                             |                            | Position | 376,92           | 12.02.2016           |
| Hoxfels                                          |                | NSG-094        | 318576    | Landkreis Saarlouis                              |                            | Position | 55,00            | 07.04.2000           |
| In den Drecklöchern                              |                | NSG-125        | 389607    | Saarpfalz-Kreis                                  |                            | Position | 23,00            | 10.10.2008           |
| In Geiern                                        |                | NSG-N-6506-305 | 555632878 | Landkreis Merzig-Wadern                          |                            | Position | 31,50            | 17.06.2016           |
| Jägersburger Wald/Königsbruch                    | weitere Bilder | NSG-109        | 329466    | Saarpfalz-Kreis                                  |                            | Position | 638,00           | 20.08.2004           |
| Kahlenberg (Naturwaldzelle)                      |                | NSG-097        | 318617    | Landkreis St. Wendel                             |                            | Position | 67,00            | 07.04.2000           |
| Kalbenberg-Süd                                   |                | NSG-119        | 555734419 | Saarpfalz-Kreis                                  |                            | Position | 31,00            | 20.04.2007           |
| Kasbruch                                         | weitere Bilder | NSG-N-6609-302 | 555632876 | Landkreis Neunkirchen                            |                            | Position | 35,00            | 29.04.2016           |
| Kirkeler Bachtal                                 |                | NSG-029        | 164100    | Saarpfalz-Kreis                                  |                            | Position | 22,87            | 17.10.1986           |
| Kleinblittersdorfer Wald                         |                | NSG-122        | 555734422 | Regionalverband Saarbrücken                      |                            | Position | 51,00            | 20.04.2007           |
| Kühnbruch                                        | weitere Bilder | NSG-N-6609-304 | 555595836 | Saarpfalz-Kreis                                  |                            | Position | 29,00            | 10.07.2015           |
| Kuhnenwald-Huhngrund                             |                | NSG-N-6507-305 | 555595835 | Landkreis Saarlouis                              |                            | Position | 42,00            | 20.11.2015           |
| Lambsbachtal                                     | weitere Bilder | NSG-N-6610-304 | 555632895 | Saarpfalz-Kreis                                  |                            | Position | 4,20             | 21.10.2016           |
| Leuktal, Krautfelsen und Bärenfels bei Orscholz  |                | NSG-N-6404-302 | 555632879 | Landkreis Merzig-Wadern                          |                            | Position | 279,00           | 28.11.2016           |
| Limbacher Sanddüne                               | weitere Bilder | NSG-N-6609-306 | 555521616 | Saarpfalz-Kreis                                  |                            | Position | 10,41            | 20.11.2015           |
| Limbacher und Spieser Wald                       |                | NSG-N-6609-301 | 555638650 | Landkreis Neunkirchen, Saarpfalz-Kreis           |                            | Position | 1655,00          | 17.03.2017           |
| Lindenfels                                       |                | NSG-124        | 555734424 | Saarpfalz-Kreis                                  |                            | Position | 113,00           | 20.04.2007           |
| Lohbergerbachtal - Bauernkuppe                   |                | NSG-050        | 164503    | Landkreis Saarlouis, Regionalverband Saarbrücken |                            | Position | 15,71            | 14.04.1989           |
| Moorseiters                                      |                | NSG-118        | 555734418 | Saarpfalz-Kreis                                  |                            | Position | 32,00            | 20.04.2007           |
| Moosbruch                                        |                | NSG-053        | 164686    | Landkreis St. Wendel                             |                            | Position | 11,00            | 08.09.1989           |
| Muschelkalkhänge bei Bebelsheim und Wittersheim  |                | NSG-N-6808-303 | 555579385 | Saarpfalz-Kreis                                  |                            | Position | 197,10           | 16.01.2015           |
| Nackberg                                         | weitere Bilder | NSG-N-6505-302 | 555521554 | Landkreis Merzig-Wadern                          |                            | Position | 37,65            | 12.02.2016           |
| Neuforweiler Weiherbachtal                       |                | NSG-088        | 318848    | Landkreis Saarlouis                              |                            | Position | 23,00            | 03.03.2000           |
| Neuhäuseler Arm                                  | weitere Bilder | NSG-059        | 164795    | Saarpfalz-Kreis                                  |                            | Position | 11,00            | 18.12.1990           |
| Neuhäuseler Arm (Erweiterung)                    |                | NSG-059E       | 555588704 | Saarpfalz-Kreis                                  |                            | Position | 10,00            | 06.11.1992           |
| Nied                                             |                | NSG-N-6605-301 | 555537803 | Landkreis Saarlouis                              |                            | Position | 645,00           | 07.09.2017           |
| Nonnenwies/Distelwies                            |                | NSG-111        | 329541    | Landkreis Saarlouis                              |                            | Position | 36,00            | 03.09.2004           |
| Noswendeler Bruch                                |                | NSG-N-6407-301 | 555537775 | Landkreis Merzig-Wadern                          |                            | Position | 152,30           | 16.01.2015           |
| Oberes Merchtal                                  |                | NSG-060        | 164883    | Landkreis Neunkirchen                            |                            | Position | 20,00            | 07.12.1990           |
| Oberwürzbach-Hirschental                         |                | NSG-127        | 555734426 | Saarpfalz-Kreis, Regionalverband Saarbrücken     |                            | Position | 98,00            | 10.10.2008           |
| Ostertal                                         |                | NSG-N-6509-301 | 555537796 | Landkreis St. Wendel                             |                            | Position | 467,00           | 01.02.2017           |
| Panzbachtal westlich Bergen                      |                | NSG-N-6406-301 | 555588705 | Landkreis Merzig-Wadern                          |                            | Position | 98,00            | 11.02.2011           |
| Pfänderbachtal                                   |                | NSG-121        | 555734421 | Saarpfalz-Kreis                                  |                            | Position | 45,00            | 20.04.2007           |
| Prims                                            |                | NSG-N-6507-301 | 555579372 | Landkreis Merzig-Wadern, Landkreis Saarlouis     |                            | Position | 405,2            | 22.12.2017           |
| Ritterstal                                       | weitere Bilder | NSG-082        | 165188    | Saarpfalz-Kreis                                  |                            | Position | 18,00            | 13.12.1996           |
| Ruhbachtal                                       | weitere Bilder | NSG-042        | 165246    | Regionalverband Saarbrücken, Saarpfalz-Kreis     |                            | Position | 37,63            | 17.06.1988           |
| Ruwerbachtal                                     |                | NSG-032        | 165273    | Landkreis Merzig-Wadern                          |                            | Position | 13,46            | 15.05.1987           |
| Saaraue nordwestlich Wadgassen                   | weitere Bilder | NSG-N-6706-303 | 555521659 | Landkreis Saarlouis                              |                            | Position | 14,40            | 29.04.2016           |
| Saarhölzbachtal - Zunkelsbruch                   |                | NSG-049        | 555638652 | Landkreis Merzig-Wadern                          |                            | Position | 153              | 2017                 |
| Saarkohlenwald                                   |                | NSG-N-6707-301 | 555638651 | Regionalverband Saarbrücken                      |                            | Position | 2439,00          | 21.03.2017           |
| Schloßberg bei Hofeld                            |                | NSG-001        | 165418    | Landkreis St. Wendel                             |                            | Position | 10,00            | 27.02.1937           |
| Schwalbaue                                       |                | NSG-080        | 165479    | Saarpfalz-Kreis                                  |                            | Position | 15,00            | 05.07.1996           |
| St. Arnualer Wiesen                              | weitere Bilder | NSG-N-6708-308 | 555521668 | Regionalverband Saarbrücken                      |                            | Position | 38,50            | 20.11.2015           |
| Steilhänge der Saar                              | weitere Bilder | N 6505-301     | 555537791 | Landkreis Merzig-Wadern                          |                            | Position | 1108             | 21.06.2017           |
| Steinberg Oberlinxweiler / Remmesweiler          | weitere Bilder | NSG-087        | 319142    | Landkreis St. Wendel                             |                            | Position | 48,00            | 31.12.1999           |
| Steinbrüche Hirst und Gassenheck                 |                | NSG-054        | 165712    | Landkreis St. Wendel                             |                            | Position | 20,00            | 04.11.1989           |
| Südhang Hohe Berg                                |                | NSG-N-6505-303 | 555521555 | Landkreis Merzig-Wadern                          |                            | Position | 27,87            | 06.11.2015           |
| Südlicher Bliesgau/Auf der Lohe                  | weitere Bilder | NSG-108        | 329663    | Saarpfalz-Kreis                                  |                            | Position | 1468,00          | 16.04.2004           |
| Südlicher Klapperberg - Im Schachen              |                | NSG-N-6507-303 | 555521566 | Landkreis Saarlouis                              |                            | Position | 41,12            | 10.06.2016           |
| Südteil des Nohfeldener Rhyolith-Massivs         |                | NSG-N-6408-308 | 555638659 | Landkreis St. Wendel                             |                            | Position | 73,00            | 24.10.2017           |
| Taffingstal                                      |                | NSG-019        | 165808    | Landkreis Saarlouis                              |                            | Position | 4,51             | 20.09.1984           |
| Täler der Ill und ihrer Nebenbäche               | weitere Bilder | NSG-104        | 319195    | Landkreis Neunkirchen, Landkreis St. Wendel      |                            | Position | 1045,00          | 04.03.2005           |
| Taubental                                        |                | NSG-117        | 555734417 | Saarpfalz-Kreis                                  |                            | Position | 426,00           | 20.04.2007           |
| Umgebung Gräfinthal                              |                | NSG-N-6808-304 | 555521703 | Saarpfalz-Kreis                                  |                            | Position | 54,00            | 26.05.2016           |
| Wadrilltal                                       |                | NSG-N-6407-302 | 555632892 | Landkreis Merzig-Wadern                          |                            | Position | 167,00           | 07.11.2016           |
| Warndt                                           |                | NSG-N-6706-301 | 555537820 | Landkreis Saarlouis, Regionalverband Saarbrücken |                            | Position | 5060,83          | 02.11.2016           |
| Weiherbruch und Rohrbachwiesen                   |                | NSG-018        | 82876     | Landkreis St. Wendel                             |                            | Position | 19,66            | 02.12.1983           |
| Weisselberg                                      |                | NSG-N-6409-305 | 555579365 | Landkreis St. Wendel                             |                            | Position | 101,30           | 16.01.2015           |
| Westlich Berus                                   |                | NSG-N-6706-302 | 555632877 | Landkreis Saarlouis                              |                            | Position | 143,00           | 26.05.2016           |
| Wiesenkomplex bei Eisen                          |                | NSG-N-6308-302 | 555632893 | Landkreis St. Wendel                             |                            | Position | 90,00            | 28.11.2016           |
| Wiesenlandschaft bei Überroth                    | weitere Bilder | NSG-N-6407-307 | 555521495 | Landkreis St. Wendel, Landkreis Saarlouis        |                            | Position | 287,00           | 11.12.2015           |
| Wolferskopf                                      | weitere Bilder | NSG-N-6506-301 | 555638655 | Landkreis Merzig-Wadern                          |                            | Position | 413              | 2017                 |
| Woogbachtal                                      |                | NSG-N-6708-305 | 555638654 | Regionalverband Saarbrücken                      |                            | Position | 703,37           | 29.12.2016           |
| Wusterhang und Beierwies bei Fechingen           | weitere Bilder | NSG-N-6708-302 | 555632881 | Regionalverband Saarbrücken                      |                            | Position | 11,06            | 22.01.2016           |
| Zwischen Bliesdalheim und Herbitzheim            |                | NSG-N-6809-303 | 555579391 | Saarpfalz-Kreis                                  |                            | Position | 124,10           | 16.01.2015           |

Ehemalige Naturschutzgebiete:
| Name des Gebietes                                  | Bild           | Kennung  | WDPA      | Landkreis / Stadt                                | Beschreibung / Bemerkungen | Standort | Fläche in Hektar | Datum der Verordnung |
| -------------------------------------------------- | -------------- | -------- | --------- | ------------------------------------------------ | -------------------------- | -------- | ---------------- | -------------------- |
| Am Heiligenkopf/Metzerbachtal                      |                | NSG-004  | 318104    | Landkreis Saarlouis                              |                            | Position | 87,99            | 07.11.2003           |
| Bärenfels (Naturwaldzelle)                         |                | NSG-099  | 318164    | Landkreis Merzig-Wadern                          |                            | Position | 114,00           | 07.04.2000           |
| Bardenbacher Fels - Primsaue - Junger Hirschkopf   |                | NSG-051  | 81360     | Landkreis Merzig-Wadern                          |                            | Position | 40,00            | 28.04.1989           |
| Bliesaue bei Wiebelskirchen                        |                | NSG-100  | 318204    | Landkreis Neunkirchen                            |                            | Position | 34,00            | 26.01.2001           |
| Gauberg                                            |                | NSG-003  | 81716     | Landkreis Saarlouis                              |                            | Position | 13,78            | 31.01.1997           |
| Geißenfels                                         |                | NSG-035  | 163222    | Landkreis Merzig-Wadern                          |                            | Position | 17,28            | 18.09.1987           |
| Großbirkel - Hungerberg                            |                | NSG-040  | 163334    | Saarpfalz-Kreis                                  |                            | Position | 14,91            | 20.05.1988           |
| Hölzerbachtal (Naturwaldzelle)                     |                | NSG-091  | 318569    | Regionalverband Saarbrücken                      |                            | Position | 52,00            | 07.04.2000           |
| Hundscheiderbachtal                                |                | NSG-024  | 163824    | Landkreis Merzig-Wadern                          |                            | Position | 22,53            | 01.03.1985           |
| Hundscheiderbachtal (Erweiterung)                  |                | NSG-024E | 555588702 | Landkreis Merzig-Wadern                          |                            | Position | 2,50             | 19.12.1986           |
| Im Glashüttental / Rohrbachtal                     |                | NSG-058  | 163866    | Saarpfalz-Kreis                                  |                            | Position | 49,00            | 07.12.1990           |
| Kleberbachtal                                      |                | NSG-046  | 164110    | Landkreis Neunkirchen, Saarpfalz-Kreis           |                            | Position | 15,42            | 06.01.1989           |
| Labachtal - Lauberberghang                         |                | NSG-074  | 164313    | Landkreis St. Wendel                             |                            | Position | 51,00            | 31.12.1994           |
| Leitersweiler Buchen - Tiefenbachtal - Osterwiesen |                | NSG-045  | 164426    | Landkreis St. Wendel                             |                            | Position | 112,26           | 21.10.1988           |
| Niedschleife                                       | weitere Bilder | NSG-056  | 164817    | Landkreis Saarlouis                              |                            | Position | 39,00            | 06.04.1990           |
| Oberthaler Bruch                                   |                | NSG-021  | 164904    | Landkreis St. Wendel                             |                            | Position | 52,64            | 21.12.1984           |
| Ostertal zwischen Herchweiler und Marth            | weitere Bilder | NSG-103  | 318924    | Landkreis St. Wendel                             |                            | Position | 72,00            | 23.08.2002           |
| Primsleite Überlosheim / Auschet                   |                | NSG-055  | 165042    | Landkreis Merzig-Wadern, Landkreis Saarlouis     |                            | Position | 94,00            | 10.02.2006           |
| Rheinfels (Naturwaldzelle)                         |                | NSG-090  | 318981    | Regionalverband Saarbrücken                      |                            | Position | 52,00            | 07.04.2000           |
| Saar-Steilhänge/Lutwinuswald                       | weitere Bilder | NSG-106  | 319034    | Landkreis Merzig-Wadern                          |                            | Position | 696,00           | 04.04.2003           |
| Schatterberg / Primsaue - Schartenmühle            |                | NSG-069  | 165367    | Landkreis Saarlouis                              |                            | Position | 35,00            | 13.11.1992           |
| Steinbachtal westlich Saarschleife                 |                | NSG-063  | 165675    | Landkreis Merzig-Wadern                          |                            | Position | 100,00           | 20.10.1991           |
| Saarhänge Menningen/Saarfels                       |                | NSG-114  | 378354    | Landkreis Merzig-Wadern                          |                            | Position | 78,00            | 03.06.2005           |
| Schloßhübel                                        |                | NSG-066  | 82530     | Saarpfalz-Kreis                                  |                            | Position | 6,00             | 03.04.1992           |
| Wacholderberg                                      |                | NSG-016  | 82828     | Saarpfalz-Kreis                                  |                            | Position | 0,61             | 30.10.1969           |
| Wadrilltal bei Wedern                              |                | NSG-116  | 378376    | Landkreis Merzig-Wadern                          |                            | Position | 152,00           | 02.12.2005           |
| Waldschutzgebiet Steinbachtal / Netzbachtal        | weitere Bilder | NSG-084  | 319283    | Regionalverband Saarbrücken                      |                            | Position | 1011,00          | 19.04.2002           |
| Weinbrunn (Naturwaldzelle)                         |                | NSG-093  | 319304    | Regionalverband Saarbrücken                      |                            | Position | 54,00            | 07.04.2000           |
| Werbeler Graben (Naturwaldzelle)                   |                | NSG-092  | 319312    | Landkreis Saarlouis, Regionalverband Saarbrücken |                            | Position | 46,00            | 07.04.2000           |
| Wiesen bei Sötern - Waldbach                       |                | NSG-107  | 329721    | Landkreis St. Wendel                             |                            | Position | 15,00            | 06.02.2004           |
| Wiesen nördlich Eisen                              |                | NSG-101  | 319330    | Landkreis St. Wendel                             |                            | Position | 67,00            | 16.11.2001           |

## Quelle
- Landesamt für Umwelt- und Arbeitsschutz Saarland
- Common Database on Designated Areas Datenbank, Version 14